# Burminoptila bemeneha
Burminoptila bemeneha is een fossiele soort schietmot uit de familie Hydroptilidae.